# Структура “шиш-кебаб”
Структура «шиш-кебаб» (англ. shish-kebab structure) — полікристалічна структура, основу якої складають ниткові кристали, що епітаксіально переростають у ламелярні кристали, стебла яких залишаються паралельними до ниткових осей.